# Rezervația peisagistică Vînohradivka
Vînohradivka (în ucraineană Виноградівка, în rusă Виноградовка, transliterat: Vinogradovca) este o rezervație peisagistică de importanță locală din raionul Bolgrad, regiunea Odesa (Ucraina), situată lângă satele Curciu și Vlădiceni.
Suprafața ariei protejate este de 297 de hectare, fiind situată pe teritoriul silviculturii Vlădiceni a întreprinderii forestiere Ismail. Rezervația include o plantație de arbori, printre care există secțiuni de stepă păstrată într-o stare relativ naturală cu plante din Cartea Roșie a Ucrainei. Pe teritoriul rezervației au fost găsite specii rare de reptile (șarpele rău, șopârla de iarbă) și plante.
Aria naturală a fost creată în anul 2001 prin decizia consiliului regional din 9 februarie 2001.  